# HD 172881
HD 172881，又名CP-73 1939，SAO 257630、HR 7027，是一颗恒星，视星等为6.06，位于銀經321.87，銀緯-25.73，其B1900.0坐标为赤經18h 37m 25.5s，赤緯-73° -25.73′ 2″。